# Джудіт Евелін
Джудіт Евелін (англ. Judith Evelyn, нар. 20 березня 1913, Сенека, Південна Дакота, США — пом. 7 травня 1967, Нью-Йорк, США) — американська актриса.

## Біографія
Народилася під ім'ям Евелін Морріс в місті Сенека (Південна Дакота) в 1913 році.
3 вересня 1939 року Евелін і її наречений, канадський виробник радіоприймачів Ендрю Аллан, пережили крах британського лайнера «Атенія», який був потоплений німецьким субмариною.
Грала в Бродвейському театрі, де з'являлася в спектаклях:
- Сорокопуд (в ролі Енн Даунс, 15 січня — 31 травня 1952 роки)
- Дружина Крейга (12 лютого — 12 квітень 1947 року)
- Багата, Повна Життя (9 листопада — 1 грудня 1945 року)
- Вулиця Ангела (в ролі Белли Меннінгем, 5 грудня 1941 — 30 грудня 1944)

З трьох п'єс із чотирьох, в яких грала Евелін (за винятком третьої) були зняті фільми, але Евелін не з'явилася ні в одному з них. Вулиця Ангелів стала більш відома як Газове світло, у якому знялися Інгрід Бергман і Шарль Буайе. Дружина Крейга екранізувалася тричі: в 1928, 1936 (з Розалінд Расселл в головній ролі) і 1950 роках. В останньому головна роль дісталася Джоан Кроуфорд.
Джудіт Евелін запрошувалася на другорядні ролі у численні фільми. Найбільш запам'ятовуються її ролями в кіно стали Міс Самотнє Серце — самотня жінка середнього віку — у фільмі Альфреда Гічкока «Вікно у двір» (1954), а також Ку — мати фараона Ехнатона — у фільмі Майкла Кертіса Єгиптянин того ж року випуску. У 1956 році вона також зіграла Ненсі Ліннтон в Гіганті Джорджа Стівенса, а в 1959 — разом з Вінсентом Прайсом виконала головну роль у фільмі Тінглер.
Джудіт Евелін померла в Нью-Йорку від раку в 1967 році.

## Вибрана фільмографія
| Рік  |   | Українська назва | Оригінальна назва      | Роль                |
| ---- | - | ---------------- | ---------------------- | ------------------- |
| 1954 | ф | Вікно у двір     | Rear Window            | міс «Одиноке Серце» |
| 1954 | ф | Єгиптянин        | The Egyptian           | Тая                 |
| 1955 | ф | Жінка на пляжі   | Female on the Beach    | Елоїза Кренделл     |
| 1955 | с | Шоу Лоретти Янг  | The Loretta Young Show | Енн                 |